# Alvin Eliot Roth
Alvin Eliot Roth (New York, 19 dicembre 1951) è un economista statunitense noto per i suoi fondamentali contributi nell'ambito della teoria dei giochi e dell'economia sperimentale. È stato a lungo docente all'Università di Pittsburgh, dal 1998 è professore di Economia e Business Administration presso l'Harvard Business School.
Il 15 ottobre 2012 è stato insignito, insieme a Lloyd Stowell Shapley, del Premio Nobel per l'economia "per la teoria delle allocazioni stabili e gli studi sulla configurazione dei mercati".

## Biografia
Al Roth, ebreo Americano, si è laureato alla Columbia University nel 1971 in Ricerca operativa. Si è poi spostato alla Stanford University, ottenendo sia un master che un PhD in Ricerca operativa, rispettivamente nel 1973 e 1974.
Venuto via da Stanford, Roth ha iniziato ad insegnare alla University of Illinois lasciata, poi, nel 1982 per diventare Andrew W. Mellon Professor of Economics alla University of Pittsburgh. Nei suoi anni a Pittsburgh, è stato inoltre fellow presso il Center for Philosophy of Science nella stessa università, e professore alla Katz Graduate School of Business. Nel 1998, Roth ha lasciato Pittsburgh per insegnare a Harvard dove è rimasto fino a che non ha deciso di tornare a Stanford nel 2012. Nel 2013 è entrato a far parte della faculty di Stanford e ha ottenuto la carica di emerito a Harvard.
Inoltre Roth è Alfred P. Sloan fellow, Guggenheim Fellow, e membro della Accademia Americana delle Arti e delle Scienze. È anche membro del National Bureau of Economic Research (NBER) e della Econometric Society. Una collezione di paper scritti da Roth è accessibile presso la Rubenstein Library alla Duke University.

## Kidney Exchange
Roth nel suo articolo Kidney Exchange (2004), spiega come gli scambi in natura di reni, strutturandone un metodo organizzativo, possano portare un miglioramento nel campo dei trapianti, in quanto non creano ripugnanza, anche se non risolvono la generale carenza di reni trapiantabili. Lo scambio di reni in natura aiuta solo la gente che ha un donatore vivente disponibile e indirettamente, chi attende un rene da cadaveri, con il metodo di Roth vede ridursi la domanda di questi. Il metodo di Roth, cerca di sfruttare la disponibilità di un parente che vuole donare il proprio rene al paziente a cui è imparentato, ma che non può farlo per motivi di incompatibilità, legate al gruppo sanguigno o alla struttura dei tessuti. Nella sua versione più elementare e semplicistica, la strategia di Roth propone di trovare un'altra coppia paziente/donatore che si trovi nella stessa situazione di incompatibilità interna, con la quale sia possibile uno scambio incrociato: se un donatore di una coppia è compatibile con il paziente dell'altra coppia e viceversa, allora i pazienti si scambiano i donatori in modo da effettuare due trapianti.

## Opere
- Alvin E. Roth (curatore): The Shapley value, essays in honor of Lloyd S. Shapley. Cambridge University Press, Cambridge, 1988.
- Alvin E. Roth e Marilda A. Oliveira Sotomayor: Two-Sided Matching, Cambridge University Press, 1992.
- John H. Kagel e Alvin E. Roth (curatori): Handbook of Experimental Economics, Princeton University Press, 1995.
- Alvin E. Roth, Vesna Prasnikar, Masahiro Okuno-Fujiwara e Shmuel Zamir: Bargaining and Market Behavior in Jerusalem, Ljubljana, Pittsburgh, and Tokyo: An Experimental Study, The American Economic Review, 81, 1991, pp. 1068–1095.
- Ido Erev e Alvin E. Roth: Predicting How People Play Games: Reinforcement Learning in Experimental Games with Unique, Mixed Strategy Equilibria, The American Economic Review, 88, 1998, pp. 848–881.
- Alvin E. Roth, Tayfun Sonmez, and M. Utku Unver. 2004. “Kidney Exchange.” Quarterly Journal of Economics, 119(2): 457–88.